# RBC in het seizoen 1955/56
Het seizoen 1955/1956 was het tweede jaar in het bestaan van de Roosendaalse betaaldvoetbalclub RBC. De club kwam uit in de Tweede divisie A en eindigde daarin op de achtste plaats, dit betekende dat de club in het nieuwe seizoen uitkwam in de Tweede divisie.

## Wedstrijdstatistieken

### Eerste klasse A
|       | AGOVV | DWS   | Enschedese Boys | Go Ahead | Heerenveen | N.E.C. | PEC   | RCH   | De Valk | Veendam | Velocitas | VSV   | Xerxes |
| ----- | ----- | ----- | --------------- | -------- | ---------- | ------ | ----- | ----- | ------- | ------- | --------- | ----- | ------ |
| Thuis | 0 – 1 | 0 – 1 | 6 – 1           | 1 – 4    | 3 – 2      | 4 – 1  | 4 – 0 | 2 – 0 | 3 – 3   | 2 – 0   | 4 – 1     | 3 – 0 | 4 – 1  |
| Uit   | 3 – 2 | 4 – 2 | 3 – 6           | 1 – 0    | 1 – 1      | 2 – 1  | 1 – 1 | 0 – 0 | 3 – 2   | 4 – 1   | 1 – 1     | 3 – 2 | 1 – 1  |

## Statistieken RBC 1955/1956

### Eindstand RBC in de Nederlandse Eerste klasse A 1955 / 1956
| Stand | Gespeeld | Gewonnen | Gelijk | Verloren | Punten | Doelpunten voor | Doelpunten tegen |
| ----- | -------- | -------- | ------ | -------- | ------ | --------------- | ---------------- |
| 8e    | 26       | 10       | 6      | 10       | 26     | 56              | 42               |

### Topscorers
| Competitie \| # \| Naam \| \| \| ------ \| ------------------- \| -- \| \| 1. \| Piet Bruijninckx \| 15 \| \| 1. \| Kees Vermunt \| 15 \| \| 3. \| Kees Cools \| 9 \| \| 4. \| Dick de Boeff \| 4 \| \| 4. \| Leo van Luytgaarden \| 4 \| \| 6. \| George Knobel \| 3 \| \| 6. \| Jan Stofmeel \| 3 \| \| 8. \| Christ Bindels \| 1 \| \| 8. \| Cees van Haperen \| 1 \| \| 8. \| Zacharias \| 1 \| \| Totaal \| Totaal \| 56 \| |                     |      |
| # | Naam                | Goal |
| 1. | Piet Bruijninckx    | 15   |
| 1. | Kees Vermunt        | 15   |
| 3. | Kees Cools          | 9    |
| 4. | Dick de Boeff       | 4    |
| 4. | Leo van Luytgaarden | 4    |
| 6. | George Knobel       | 3    |
| 6. | Jan Stofmeel        | 3    |
| 8. | Christ Bindels      | 1    |
| 8. | Cees van Haperen    | 1    |
| 8. | Zacharias           | 1    |
| Totaal | Totaal              | 56   |